# Эйнджел, Хэзер
Хэзер Эйнджел (англ. Heather Angel; 9 февраля 1909[…], Оксфорд — 13 декабря 1986[…], Санта-Барбара, Калифорния) — англо-американская актриса.

## Биография
Родилась в Оксфорде, а детство провела на ферме около Банбери. В 1926 году состоялся её театральный дебют на сцене Олд Вика, после чего участвовала в ряде гастрольных турне театра. В 1931 году Эйнджел впервые появилась на большом экране в фильме «Город песни». В 1930-е и 1940-е годы актриса много снималась в Голливуде, где у неё были роли в фильмах «Осведомитель» (1935), «Три мушкетёра» (1935), «Последний из могикан» (1936), «Гордость и предубеждение» (1940), «Грешница наполовину» (1940), «Подозрение» (1941) и «Спасательная шлюпка» (1944). В начале 1950-х Эйнджел приняла участие в озвучивании диснеевских мультфильмов «Алиса в Стране чудес» (1951) и «Питер Пэн» (1953). Помимо этого у неё были роли и на телевидении в сериалах «Перри Мейсон», «Пейтон-Плейс» и «Семейное дело».
Актриса трижды была замужем. Её первые два брака с актёрами Генри Вилкоксоном и Ральфом Форбсом закончились разводом. Её третий супруг, телевизионный режиссёр Роберт Б. Синклер был убит злоумышленником в 1970 году во время неудавшегося взлома в их дом на глазах у супруги, пытаясь её защитить. Сама Хэзер Эйнджел скончалась от рака в Санта-Барбаре в 1986 году в возрасте 77 лет. Она была кремирована и погребена на городском кладбище рядом с мужем. Её вклад в киноиндустрию США удостоен звезды на голливудской «Аллее славы».